# パウル・ティリッヒ
パウル・ティリッヒ（独: Paul Johannes Tillich、1886年8月20日 - 1965年10月22日）は、20世紀のキリスト教神学に大きな影響を与えたドイツのプロテスタント神学者。組織神学、宗教社会主義の思想で知られる。

## 生涯
ベルリン近郊の村で牧師の子として誕生した。ベルリン大学に進学し、そこで神学や哲学を学んだ。
1907年にエマヌエル・ヒルシュと知り合い、交友を始める。しかし、社会主義の深化を目指す宗教社会主義を展開したティリッヒに対し、ヒルシュは、親ナチスの姿勢を鮮明にし、両者は激しい論争を繰り広げた。
ヒトラーが政権を握った後、迫害を受け、1940年アメリカに亡命・帰化した。ユニオン神学校やハーヴァード大学などで教授を務めた。

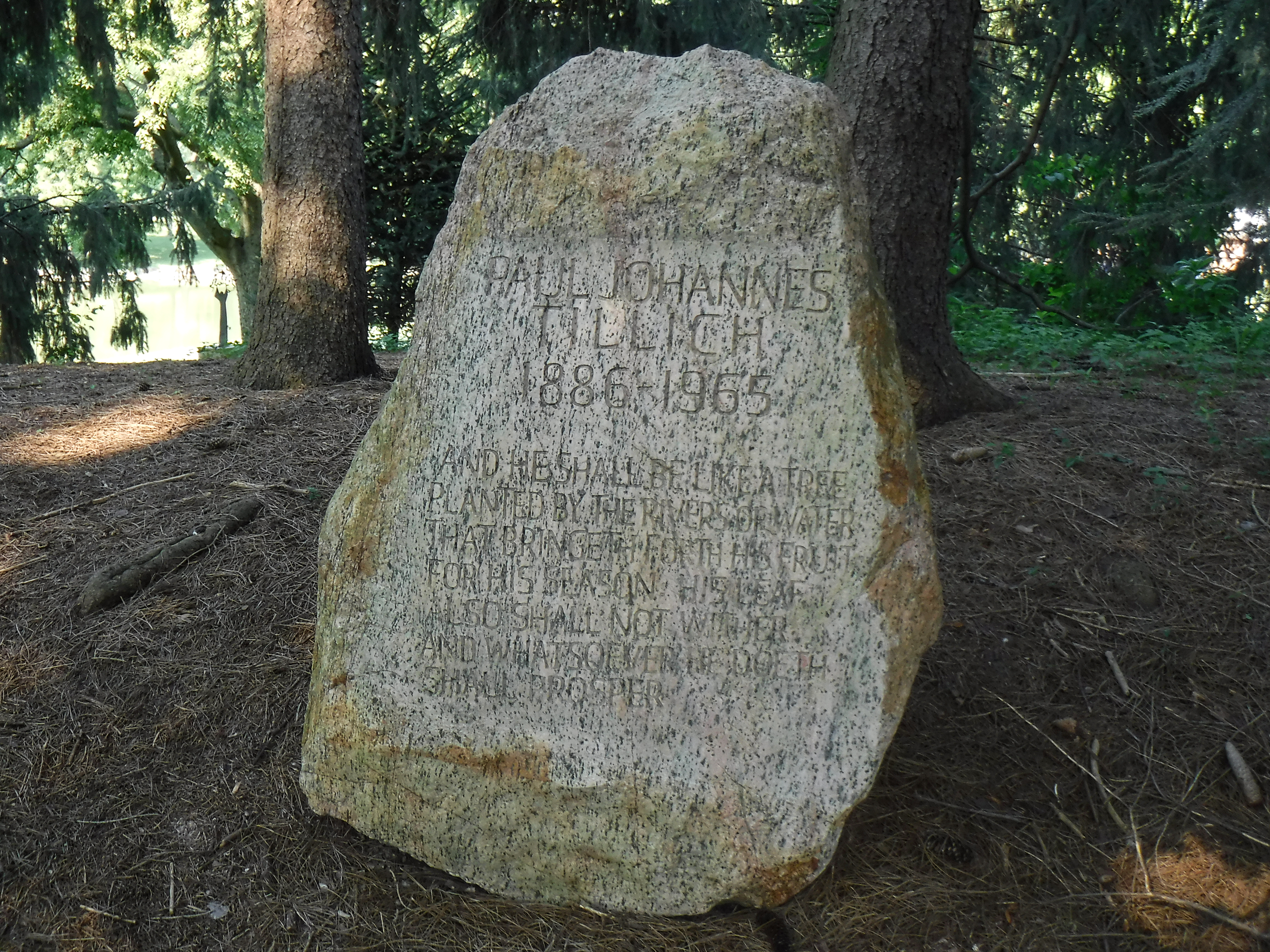
パウル・ティリッヒの墓石。
ニューハーモニー (インディアナ州)。

## 思想

### 応答する神学
ティリッヒの体系は、相関関係の原理を軸として構築されている。彼は、宗教と文化、教会と社会、神学と哲学などの境界線上に立ちながら、それらを相関させ、両者の深い次元での統合を目指す。人は、聖書のメッセージを永遠の真理として、その中に閉じこもることもできる。しかし、ティリッヒは、人が現にある時代や状況の中で問われる問いに対して、キリスト教の真理によって答えることが神学の役目であり、さらに「哲学の問いと神学の答え」という関係はそこから生まれると説いた。
　そして、それは彼が思想史の中で用いている概念を理解しておくと理解しやすい。かつて宗教が人々に対して強制的な力を行使していた時代があった。イエスやルターによる変革前の宗教者のことを考えればいい。このように、信仰が外部から強制されているような状態を他律（ヘテロノミー）と呼ぶ。他律は、独善的であり、人の自由を圧迫する。しかし、人は、それに対していつまでも服従していることはない。そこで、人間が自らの力によって立つ状態が自律（アウトノミー）である。自律は、理性に従い、個人の尊厳を掲げる。言うまでもなく近代から現代が自律の時代である。しかし、やがて理性と個の力を信じる自律は、孤独に陥り、生の意味や目的を見失ってしまう。つまり、自律的理性は、それだけでは生の意味を見つけることはできないのである。
　そこで、他律と自律を乗り越え、最高の規範となるものは、神律（セオノミー）である。神律とは、自己の有限性を自覚するとともに、自己の根底を透視し、そこに働く神的な力に従う状態である。神律は、他律のように外部から押し付けられたものではなく、自己の中から出たものであり、また自律のように孤独に彷徨い出ることもなく、自己を完成する。そのような神律に人を導くのが、ティリッヒの神学の目的である。人は、それ自身の内に生に対する究極の答えを持たない「大きな問い」である。その問いに対し、神学で答えることで「哲学の問いと神学の答え」という関係が成立する。

### 究極なるもの
ティリッヒは宗教を定義して究極の関わりという。つまり、キリスト教に限定することなく、人が何かに究極的に関わり、それによって根本から支えられているとき、そのようなものが宗教と呼ばれるのだ。このような宗教観は一般的には非宗教的と考えられる人々をも包み込んで、宗教が人間にとって決定的なものであるということを示す。教会に通うかとか、お祈りをするかとかいったことをしない人間も、その存在を支える何かを求める限りは宗教的なのであり、その意味で人が生きる限り宗教はなくなることはない。宗教がそのようなものであるならば、その関わりとは絶対的な無制約者を体験することでなくてはならない。しかし制約された、本来究極的でないものを究極的とすることから人は挫折し、絶望に陥る。それでは真に究極的な関心を払うべきものとはなにか。それは「私たちの存在、あるいは非存在を決定するもの」だとティリッヒは述べる。存在するかしないか、生きるか死ぬかということこそまさに存在する者、生きるものにとって究極の問題である。ならばそれを決定するものとはあれこれの存在のうちのひとつではなく、存在と非存在を超えて存在の根拠となるようなものだ。だから神の神とは存在を存在たらしめる存在の力、あるいは存在の根底、存在それ自体だとティリッヒは言う。
天上に住まって人を見下ろす人格神というような考えは退けられる。そのような神は人に対して別のところに神がいるという図式から生まれたものだが、神はわれらの内にて働く存在の力だという見方からすれば、対象としての神は想像に過ぎず、それを崇めることは偶像崇拝である。神について語ることは象徴を通してのみ可能である。有限なる我々は無限なるものを直接に表現することはできない。したがって宗教的言説は象徴として、それ自体を超えつつ、他の何ものかを指し示すものとして理解されねばならない。では、キリスト教はティリッヒにおいてどのように捉えられるのだろうか。自律のみに拠るならば人間は存在の根底から疎外されるというが、それは人間が有限だからだ。人が自由な決断をすると、現にあるもの（実存）は本来あるべきもの（本質）から転落する。つまり、有限な存在は何かを決めてしまえば他の可能性を限定してしまうので、本質と一致できないのだ。実存は個別と普遍、流動と形式、自由と運命の緊張の上に立たされ、根源的な不安に脅かされる。本質の実存への転落は聖書ではアダムの堕罪として象徴的に語られている。人間の神からの離反、すなわち罪とは疎外に他ならない。このような実存の悲劇を克服するのがキリストだとティリッヒは述べる。本質的神人性がキリストとして現れ、実存のうちにありながら実存をひきうけて、本質との断絶を克服したということを信じることは、キリストを本質と実存の架け橋となった新たなる存在、新存在として受け容れることだ。新存在は分裂、紛争、自滅、無意味、絶望を克服し、和解、再結合、創造、意味、希望をもたらす。キリストは有限と無限、制約者と無制約者の仲保者である。彼は十字架にかかって自己否定し、他の存在と同じように「否」の上に立った。しかし復活により死をも克服し、新存在として生まれたのである。

### 存在への勇気
ティリッヒは信じるということは疑うことと切り離すことができないと考えている。神は対象として確かめることができないから、もちろん理論的に証明することはできず、信仰は実存的な決断にならざるを得ない。よって不確実性を内に孕んでおり、誠実さがあれば疑いは避けて通れないと言える。しかし疑いのうちにおかれながらも、それにもかかわらず信じることは、否定のうちから発してしかも否定を凌駕する大いなる肯定であり、疑いをただ避けようとする信仰とはまた別の信仰である。疑うことは信仰にとってマイナスでしかないという考えは、疑いに置かれたものにとって罪の意識を強めるばかりだが、疑いがあることはむしろ人にとって自然だとティリッヒは考える。非存在は存在と同様に根本的であり、人は絶えず非存在の脅威におびやかされている。しかし、だからこそ存在が無に抗して自己を肯定すること、勇気が必要とされる。勇気には個人としての自己の肯定である個人化の勇気と包括的部分としての自己の肯定である参与の勇気とがあるが、無の不安を引き受けることのできる大いなる肯定を個人や社会から得るのには限界があるため、それらを超越する存在の力に根ざしていなければならない。懐疑に抗して信じることも、非存在に抗して存在する（生きる）ことも、根は存在の力から発する。存在の力、すなわち宗教経験の世界のうちでの「個人化」は神と人との人格の交わりであり、ここでの「参与」は存在の根底へと参与することで合一へと接近する神秘主義である。人格的交わりにせよ神秘主義にせよ、それは究極のものとの関わりであるから勇気の最大の源泉となる。
サルトルは「神が存在するとしてもたいしたことではない」と言った。人は結局は孤独に、神とは関係なく実存を決定しなければならないというのが彼の考えだが、ティリッヒの考えはその逆である。彼にとって信仰とは対象である神を信じることではなかった。彼の信仰の定義は究極的関心によって捕らえられている状態であり、神と関わるものは根底から変わらざるをえない。信仰は単なる判断や認識にとどまらず全人的な変革をもたらすものなのである。ヴォルテールは「神が存在しないならば、発明しなければならない」と言った。ティリッヒの神観ではそのような神は退けられる。神は信じることによって存在するようになり、信じるのをやめれば存在しなくなるようなものではない。信じようと信じまいと「存在する」のではなしに、存在それ自体として働いているのが神なのである。

## 著作
- Systematische Theologie, 3 Bde.（『組織神学』全3巻、1951年 - 1963年）[1]
- Gesammelte Werke; hg. v. R. Albrecht, 1958-1974

## 日本語訳された著作
- 『ティリッヒ著作集』全13巻（白水社、1978年-1980年）

第1巻「キリスト教と社会主義」（古屋安雄、栗林輝夫訳）、第2巻「倫理の宗教的基礎」（水垣渉訳）、第3巻「哲学と運命」（大木英夫、清水正訳）、第4巻「絶対者の問い」（野呂芳男訳）、第5巻「プロテスタント時代の終焉」（古屋安雄訳）、第6巻「懐疑と信仰」（大宮溥訳）、第7巻「文化の神学」（谷口美智雄他訳）、第8巻「現代の宗教的解釈」（近藤勝彦訳）、第9巻「存在と意味」（大木英夫訳）、第10巻「出会い」（武藤一雄、片柳榮一訳）、別巻1「説教集」（加藤常昭訳）、別巻2「キリスト教思想史I」（大木英夫訳）、別巻3「キリスト教思想史II」（佐藤敏夫訳）
- 『生きる勇気』大木英夫訳（平凡社ライブラリー）
- 『宗教哲学入門』柳生望訳（荒地出版社）
- 『組織神学』第一巻、第二巻：谷口美智雄訳、第三巻：土居真俊訳（新教出版社）
- 『信仰の本質と動態』谷口美智雄訳（新教出版社、2000年）
- 『地の基は震え動く』茂洋訳（新教出版社、2010年）
- 『平和の神学 1938-1965』ロナルド・ストーン編 芦名定道監訳（新教出版社、2003年）
- 『宗教と心理学の対話 人間精神および健康の神学的意味』相澤一訳（教文館、2009年）
- 『諸学の体系 学問論復興のために』清水正、濱崎雅孝訳（法政大学出版局〈叢書ウニベルシタス970〉、2012年） ほか多数[2]

## エピソード
- 幼少期のティリッヒは、自然と親しみ、特に海を愛した。海は彼にとって有限と無限が接するところのようであり、海岸で砂の城を造ることが彼の楽しみでもあった。ティリッヒは、大人になってからも砂の城を造ることを好んだ。
- 第一次世界大戦では、自ら志願して従軍牧師として戦場に赴き、第一級十字勲章を受章している。
- ティリッヒがドイツからアメリカに亡命する際、ユニオン大学の教授たちは、ティリッヒのために、自分たちの給料の5パーセントを削って招聘の費用に充てた。
- アメリカに亡命したティリッヒは、英語に慣れるのに大変苦労した。はじめは誰も彼の言うことを理解できないほど発音がひどかったという。しかし、周りの人間の支えと彼自身の努力によって、英語で論文を書くまでになった。もっとも、講義の際の英語は、最後まで聞き取りづらかったと言われている。
- フランクフルト学派の哲学者アドルノの教授資格論文を認定したのは、ティリッヒである。アドルノは、思想的にはティリッヒを批判したが、その人物については称賛を惜しまない。例えば、アドルノは、講義の中で次のように述べている。「彼は私が生涯の中で出会った、最も卓越した人物のひとりでした」「あのように開かれた精神の態度、開放的な精神の態度を、私は他の人間のうちに目にしたことがありません」「彼ほどに教育者としての才能に恵まれた人物を私は見たことがない」「その著作にまとめられているものを遥かに超える影響を与えた数少ない人物」といった具合である（アドルノ『否定弁証法講義』作品社、9-12頁）。